# Кассіус Майлула
Кассіус Майлула (англ. Cassius Mailula, нар. 12 червня 2001) — південноафриканський футболіст, нападник марокканського клубу «Відад» (Касабланка), у якому грає в оренді з канадського клубу Major League Soccer «Торонто», та національної збірної ПАР. Виступав також за клуб «Мамелоді Сандаунз». Чемпіон ПАР.

## Клубна кар'єра
Кассіус Майлула народився 2001 року у провінції Лімпопо, та є вихованцем юнацької команди футбольного клубу «Мамелоді Сандаунз». У 2022 році Майлула розпочав грати в основній команді «Мамелоді Сандаунз», в якій грав до 2023 року, взявши участь у 17 матчах чемпіонату. У складі команди футболіст став чемпіоном ПАР. У 2023 році південноафриканський нападник перейшов до складу канадського клубу Major League Soccer «Торонто». У 2024 році канадський клуб віддав гравця в оренду до марокканського клубу «Відад».

## Виступи за збірну
У 2023 році Кассіус Майлула дебютував у складі національної збірної ПАР. Станом на середину липня 2025 року футболіст зіграв у складі збірної 2 матчі, в яких забитими голами не відзначився.

## Титули і досягнення
- Чемпіон ПАР (1):

«Мамелоді Сандаунз»: 2022—2023